# George Maharis
George Maharis (Queens, New York; 1 de septiembre de 1928-Beverly Hills, 24 de mayo de 2023) fue un actor, cantante y artista plástico estadounidense, hijo de inmigrantes griegos quienes vivían en el barrio de Queens, New York, se hizo famoso en la década de 1960 por protagonizar la exitosa serie televisiva Ruta 66, emitida por la cadena CBS, interpretando el papel de Buz Murdock en las tres primeras temporadas (1960-1963). Actuó en teatro, cine y televisión. Como músico grabó numerosos álbumes de música pop de 1962 a 1966.

## Carrera

### Primeros años
Asistió a la escuela secundaria Flushing High School, en Queens, y sirvió en la Marina de los Estados Unidos durante 18 meses. Estudió actuación en la organización Actors Studio en Manhattan, como actor de teatro apareció en diversas producciones en Broadway, como la obra Reloj de la muerte del novelista y dramaturgo francés Jean Genet, y La historia del zoológico del escritor estadounidense Edward Albee. Participó en las series de televisión Studio One, Kraft Television Theater, Goodyear Television Playhouse y Naked City, y en la telenovela Search for Tomorrow. En cine, en la película Exodus de Otto Preminger en 1960.

### Ruta 66
En 1960, interpretó el papel que lo hizo famoso, Buz Murdock, en la popular serie de televisión Ruta 66, que coprotagonizó junto a Martin Milner quien interpretó a Tod Stiles. Recibió una nominación al Premio Emmy en 1962 por esta actuación.
Maharis debió retirarse de la serie sin completar su tercera temporada, por serios problemas de salud, al contraer hepatitis infecciosa. Dijo que no podía afrontar las largas horas de trabajo y las duras condiciones que experimentaba con frecuencia durante la filmación de los episodios. "Tengo que proteger mi futuro", dijo en una entrevista en 1963, "si sigo yendo al ritmo actual, seré un tonto. Incluso si se tienen  $ 4.000.000 en el banco, no se puede comprar otro hígado". Después de su salida, el atractivo del programa declinó, y un año más tarde Ruta 66 fue cancelada.

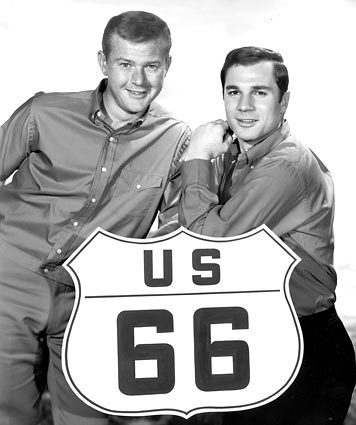
Martin Milner y George Maharis, protagonistas de Ruta 66.

### Carrera posterior
Maharis actuó en varias películas seguidas, que incluyeron a Quick, Before It Melts (1964), The Satan Bug (1965), Sylvia (1965), A Covenant With Death (1967), The Happening (1967), y The Desperados (1969). 
Volvió a la televisión en 1970, interpretó el papel de un criminólogo, Jonathan Croft, en la efímera serie de televisión The Most Deadly Game (El juego más mortal), duró 12 episodios y terminó en enero de 1971. En julio de 1973 modeló para la revista Playgirl como una de las primeras celebridades en hacerlo. 
A lo largo de los años 1970 y 1980, actuó como estrella invitada en muchas series de televisión, incluyendo Misión: Imposible, La isla de la fantasía, Kojak, McMillan and Wife, Barnaby Jones, Police Story, Switch, Cannon, Night Gallery y La mujer biónica; luego en 1990 apareció en Murder, She Wrote. 
Apareció en la película The Sword and the Sorcerer (1982). También coprotagonizó con la compañía de teatro Kenley Players las películas Barefoot in the Park (Descalzos en el parque, 1967) y How the Other Half Lives (¿Cómo vive la otra mitad?, 1973).

## Música y arte
Maharis grabó seis álbumes de música pop de 1962 a 1966, valiéndose de su fama. Editó sus trabajos musicales a través de la compañía discográfica Epic Records, y alcanzó su mayor éxito con el disco simple "Teach Me Tonight". Más tarde realizaba actuaciones en vivo en clubes nocturnos, y comenzó una segunda carrera, esta vez como artista plástico, dedicándose a la pintura impresionista, en 2008 aun seguía pintando, mientras dividía su tiempo entre Nueva York y Beverly Hills.

### Discografía

#### Álbumes
- 1962 – George Maharis Sings! – Epic LN 24001/BN 26001
- 1962 – Portrait in Music – Epic LN 24021/BN 26021
- 1963 – Just Turn Me Loose! – Epic LN 24037/BN 26037
- 1963 – Where Can You Go For a Broken Heart? – Epic LN 24064/BN 26064
- 1964 – Make Love to Me – Epic LN 24079/BN 26079
- 1964 – Tonight You Belong to Me – Epic LN 24111/BN 26111
- 1966 – New Route: George Maharis – Epic LN 24191/BN 26191